# 九州男 with C&K LIVE TOUR 2009
『九州男 with C&K LIVE TOUR 2009』（くすお ウィズ シーアンドケイ ライブ ツアー 2009）は、九州男の初のライブDVDである。

## 概要
- 自身にとっては初のライブDVDである。
- 『九州男 with C&K LIVE TOUR 2009』からZepp Tokyoで行われたツアーファイナル東京公演の模様を収録。
- 初回限定盤にはオリジナルタオルが付属される。

## 収録会場
Zepp Tokyo

## 収録映像曲
1. Musical Messenger
2. 一撃
3. New Birthday
4. イ・ノ・マ・マ
5. Hello!!
6. ONE LIFE
7. HB
8. Come In Now!
9. 待ち合わせ。。feat. lecca
10. 雲の上の君え(prologue)
11. 桜道
12. dear grandma
13. Destiny〜九州男編〜
14. 少年⇒爾来〜やっと見つけた明日〜
15. KEEP MY WAY feat. C&K
16. Sun Son Sound feat. 九州男 / C&K
17. 1/6000000000 feat. C&K
18. music♪*ENCORE
19. 手紙。。feat. hiroko(mihimaru GT)*ENCORE
20. 雲の上の君と (epilogue)*ENCORE
21. ありがとうの詩*ENCORE
22. 少年⇔未来〜映画のようなメモリー〜*ENCORE